# Jurij Pavlovič Gidzenko
Jurij Pavlovič Gidzenko (in russo Юрий Павлович Гидзенко?; in ucraino Юрій Павлович Гідзенко?, Jurij Pavlovyč Hidzenko; Jelanec', 26 marzo 1962) è un cosmonauta russo nato in Ucraina.
Venne selezionato come cosmonauta nel 1987 (TsPK 8). Partecipò a due missioni di lunga durata, una a bordo della stazione spaziale Mir (EO-20; 1994) e l'altra sulla Stazione Spaziale Internazionale (ISS) (Expedition 1; 2000), e una di breve durata (Sojuz TM-34/Sojuz TM-33; 2002), di nuovo sulla ISS. Si ritirò dal Corpo cosmonauti nel 2004, per lavorare nel settore amministrativo del GCTC.

## Biografia

### Istruzione
Nel 1983 si laureò presso la Scuola superiore di aviazione militare di Charkiv, specializzandosi in Aerei da combattimento tattici e di comando con un diploma di pilota ingegnere militare. Nel 1994 conseguì una laurea in Ricerca sulle risorse naturali presso l'Università statale di geodesia e cartografia di Mosca. Nel 2004 ottenne una terza laurea all'Accademia dell'aeronautica Gagarin in Gestione di unità e formazioni militari. Nel 2011 conseguì una laurea in Amministrazione statale e municipale dell'Accademia presidenziale russa dell'economia nazionale e della pubblica amministrazione.

### Carriera militare
Dal dicembre 1983 prestò servizio nell'Aeronautica militare sovietica come aviatore nel 684° Guards Fighter Aviation Regiment (IAP) della 119ª Fighter Aviation Division (IAD), con sede a Tiraspol in Moldavia. Durante la carriera il colonnello Gidzenko accumulò 700 ore di volo sugli aerei L-39, MiG-21 e MiG-23M, raggiungendo la qualifica di pilota di 3ª classe ed effettuando 145 salti con il paracadute.

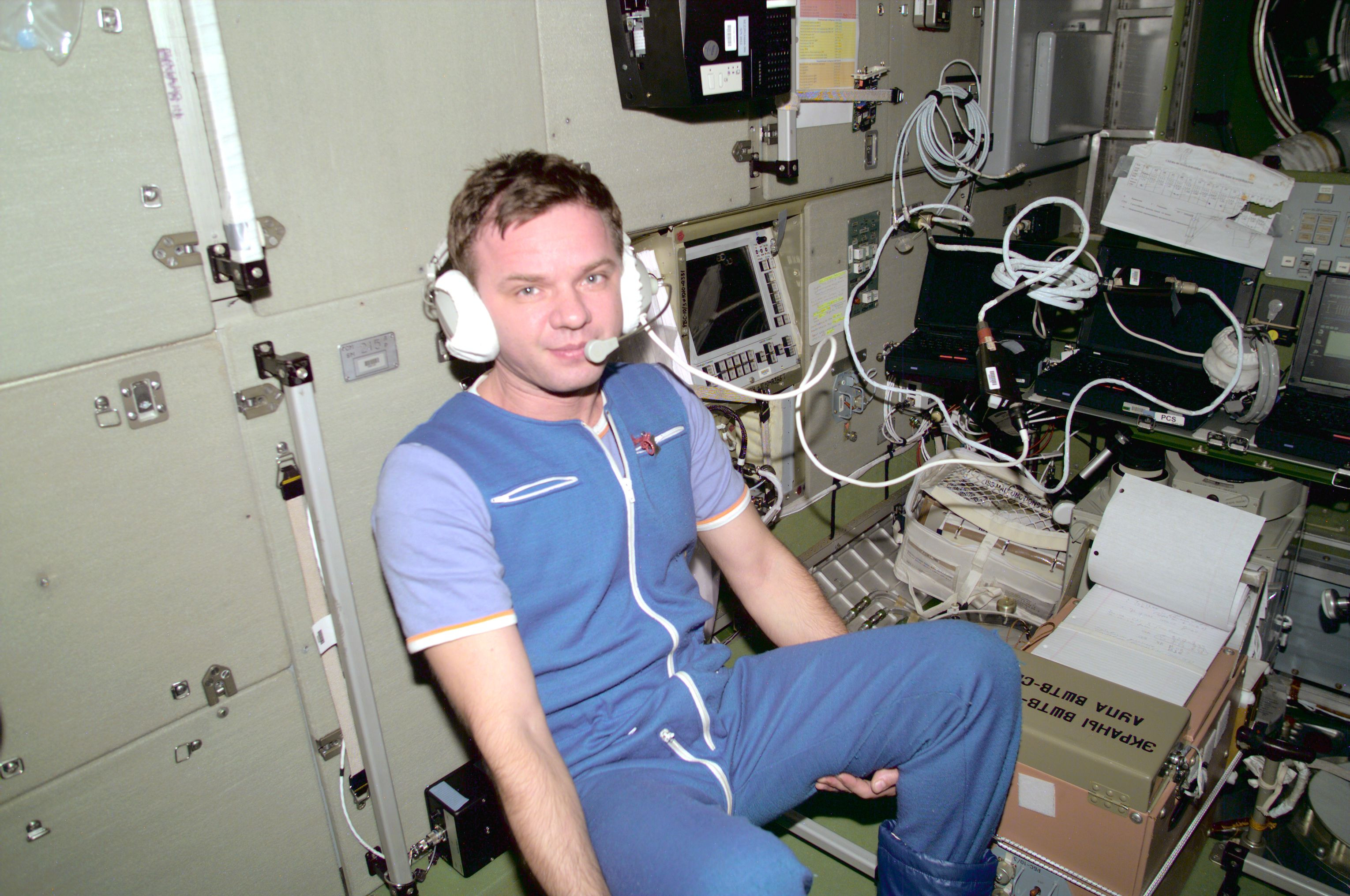
Gidzenko nel modulo Zvezda durante l'Exp 1

### Carriera come cosmonauta
Il 6 ottobre 1987 venne selezionato come cosmonauta del Gruppo TsPK 8 del distaccamento dell'Aeronautica militare, iniziando l'addestramento generale dello spazio pochi mesi dopo. L'addestramento riguardò la conoscenza approfondita del veicolo spaziale Sojuz e della stazione spaziale Mir, voli sugli aerei biposto, salti con il paracadute e addestramenti di sopravvivenza in inverno e nell'acqua. Il 21 luglio 1989, dopo aver superato con successo l'esame finale, ricevette la qualifica di Cosmonauta collaudatore. Continuò l'addestramento avanzato di gruppo sul programma della Mir fino al 1994. Si ritirò dal Corpo cosmonauti nel gennaio 2004 come cosmonauta collaudatore di 1ª classe. Durante la sua carriera prese parte a due missioni di lunga durata, una a bordo della Mir (Mir EO-20; 1994) e una sulla ISS (Expedition 1; 2000), e una terza di breve durata (Sojuz TM-34/Sojuz TM-33; 2002), di nuovo sulla ISS; volò a bordo di due veicoli spaziali, Sojuz e Shuttle, e due stazioni spaziali, Mir e ISS. Si ritirò dal Corpo cosmonauti nel 2004, per lavorare nel settore amministrativo del GCTC.

#### Mir EO-20
Nell'agosto 1994 venne assegnato come comandante dell'equipaggio di riserva della Mir EO-17 (Sojuz TM-20) insieme al connazionale Sergej Avdeev e l'astronauta spagnolo Pedro Duque. Da dicembre dello stesso anno si addestrò nell'equipaggio principale della Sojuz TM-22 per la Mir EO-20 con Avdeev e l'astronauta tedesco Thomas Reiter.
Il 3 settembre 1995 partì per la sua prima missione spaziale a bordo del lanciatore Sojuz-U2, l'ultimo volo in cui venne usato per i voli con equipaggio, dal Cosmodromo di Bajkonur per raggiungere la Mir e prender parte alla missione di lunga durata Mir EO-20. Durante la missione supervisionò l'attracco automatico dei veicoli cargo Progress M-29 e M-30, assistette all'attracco della navicella Shuttle per la missione STS-74, che consegnò il Docking Module, e svolse due attività extraveicolari (EVA), una con Avdeev e l'altra con Reiter. Nella prima EVA, più propriamente chiamata IVA (Attività intraveicolare), spostarono il dispositivo di attracco dal boccaporto nadir a quello zenith del modulo Core per permettere l'attracco futuro del modulo Priroda, poi avvenuto con successo l'anno seguente. La missione venne prolungata di due mesi per la mancanza di soldi per lanciare l'equipaggio successivo; all'epoca fu la missione spaziale più lunga svolta da un non russo, Thomas Reiter. L'equipaggio tornò sulla Terra il 29 febbraio 1996, dopo 179 giorni di missione.

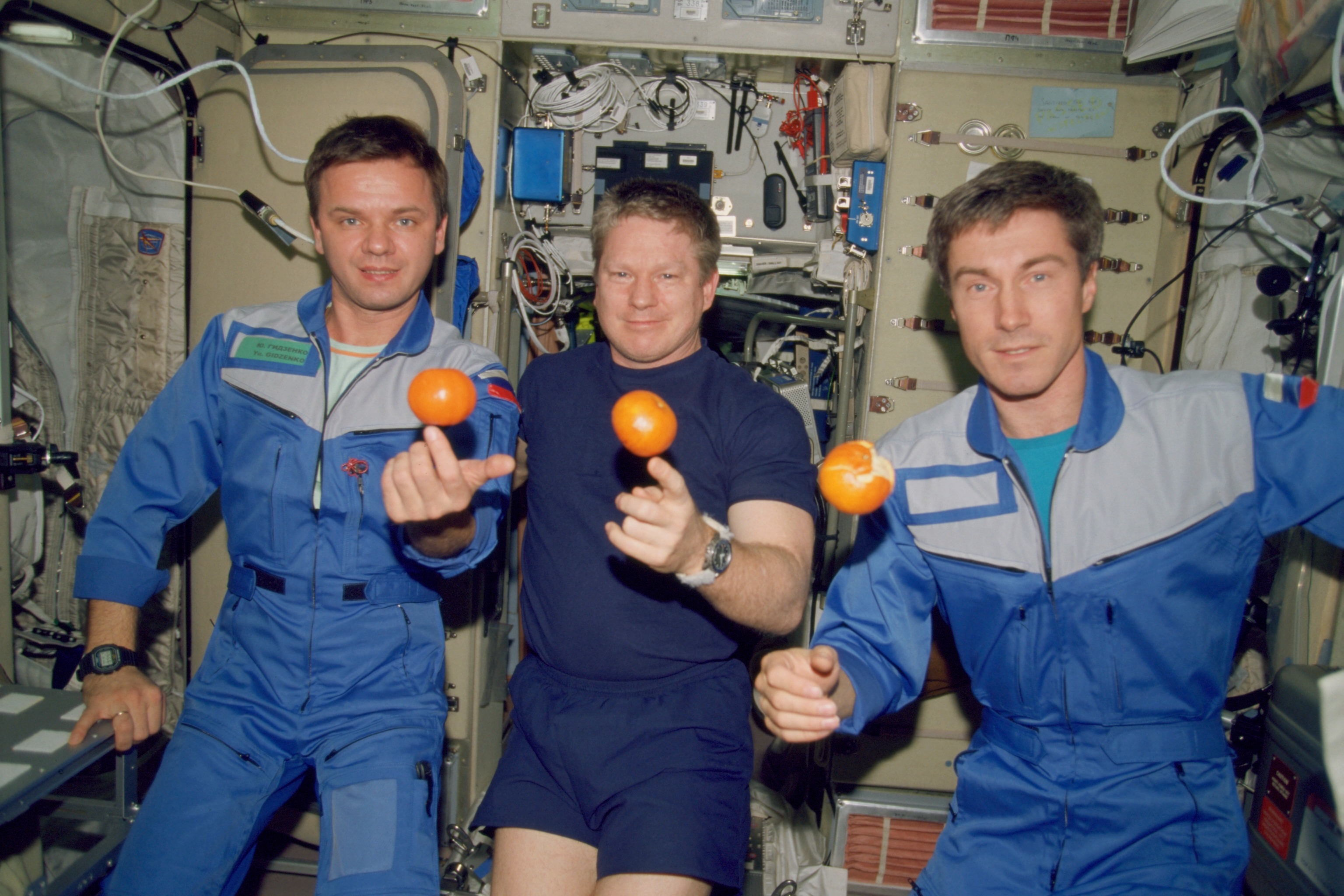
Da sx: Gidzenko, Shepherd e Krikalëv dell'Expedition 1

#### Expedition 1
Nella seconda metà del 1996 si addestrò per prender parte alla missione Mir EO-24 insieme a Pavel Vinogradov ma ad ottobre di quell'anno venne trasferito al programma Stazione spaziale internazionale (ISS). Da quel momento fino ad ottobre del 2000 si addestrò per prendere parte alla prima missione di lunga durata della ISS, l'Expedition 1, insieme all'astronauta statunitense William Shepherd e il connazionale Sergej Krikalëv.
Il 31 ottobre 2000 tornò nello spazio a bordo della Sojuz TM-31, con il ruolo di comandante della Sojuz e ingegnere di volo 1 della Expedition 1. Una volta attraccati sulla ISS, che allora comprendeva solo i moduli Zarja, Unity e Zvezda, avviarono il sistema di supporto vitale. Il 16 novembre 2000, il primo veicolo di rifornimento, la Progress M1-4, non riuscì ad attraccare autonomamente al boccaporto nadir di Zarja; il cosmonauta Gidzenko dovette prendere il controllo manuale del veicolo con il sistema TORU e far attraccare manualmente la Progress. La navicella restò agganciata per due settimane prima di venir sganciata dalla ISS il 1º dicembre. Dopo lo sgancio trascorse 25 giorni in volo libero, per poi tentare nuovamente l'attracco allo stesso boccaporto il 26 dicembre. Come era accaduto la volta precedente, anche questa volta Gidzenko dovette far attraccare il veicolo in modalità manuale. Il sistema di attracco automatico Kurs funzionò correttamente ma l'estensione del dispositivo di attracco era rimasta bloccata in posizione retratta ed era impossibile rilasciarla. Durante la missione l'equipaggio ricevette la visita di tre equipaggi Shuttle, la STS-97 con i primi pannelli solari dell'USOS, la STS-98 con il laboratorio Destiny e la STS-102 con rifornimenti. Il 24 febbraio 2001 l'equipaggio della Exp 1 con Gidzenko ai comandi effettuò un redocking, cioè lo sgancio e il riattracco in un altro boccaporto della stessa stazione spaziale, di 30 minuti da Zvezda a Zarja. Il 21 marzo 2001 atterrò sulla Terra dopo 140 giorni di missione a bordo dello Shuttle Discovery per l'STS-102; solo un'altra volta, con l'Expedition 6, una Expedition ascese o discese dallo spazio con due tipi di veicoli spaziali differenti.

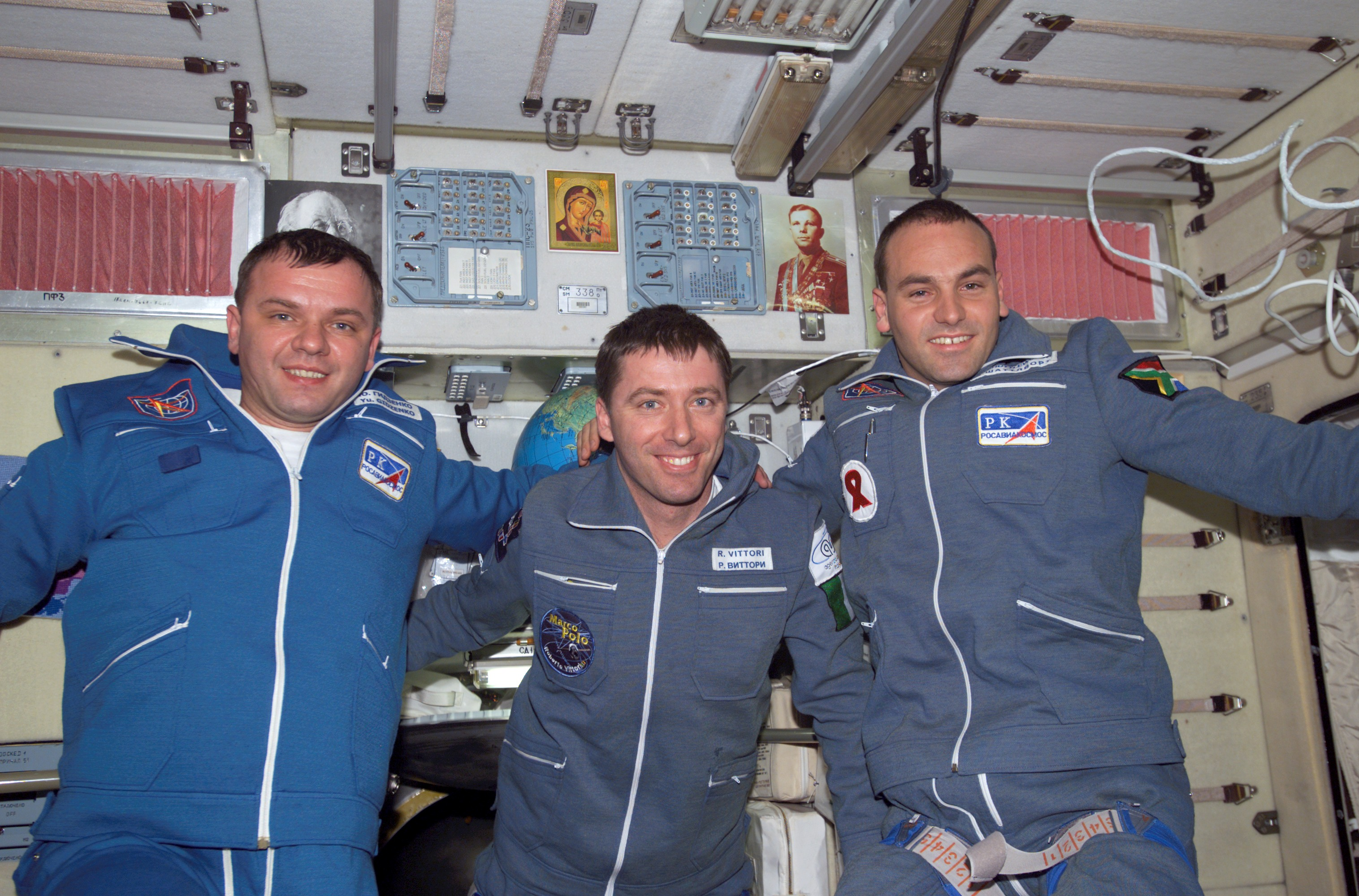
Da sx: Gidzenko, Vittori e Shuttleworth della Sojuz TM-34

#### Sojuz TM-34/Sojuz TM-33
La sua terza e ultima missione fu una missione di breve durata, il cui scopo principale era lo scambio dei veicoli Sojuz, le cosiddette missioni EP; le Sojuz infatti hanno un tempo in orbita limite, circa 200 giorni, superato il quale il produttore, in questo caso RKK Ėnergija, non garantisce il completo funzionamento di tutte le sue componenti. Perciò, per le missioni di durata maggiore, veniva lanciato un equipaggio taxi, che spesso comprendeva un turista spaziale, per portare sulla ISS una Sojuz nuova e scendere con la Sojuz il cui tempo stava per scadere. Ciò accadde il 25 aprile 2002 quando Gidzenko, l'astronauta italiano Roberto Vittori e il turista spaziale Mark Shuttleworth vennero lanciati a bordo della Sojuz TM-34 per una missione EP-3 di nove giorni sulla ISS. Atterrarono il 5 maggio a bordo della Sojuz TM-33 nel Kazakistan.

### Dopo la carriera di cosmonauta
Nel giugno 2001 venne nominato vicedirettore del 1° dipartimento (addestramento cosmonauti) del GCTC. Il 25 dicembre 2003 divenne direttore del 3º dipartimento del GCTC. Nel maggio 2009 divenne vicedirettore del GCTC.

## Vita privata
Nacque nel villaggio di Jelanec', distretto di Jelanec' nell'Oblast' di Mykolaïv in URSS nel territorio dell'attuale Ucraina. 
È sposato con Ol'ga Vladimirovna Gidzenko e ha due figli. Ama i giochi di squadra, il judo, il nuoto, il tennis, leggere romanzi, la fotografia e le passeggiate nei boschi.